# ترک سیگار

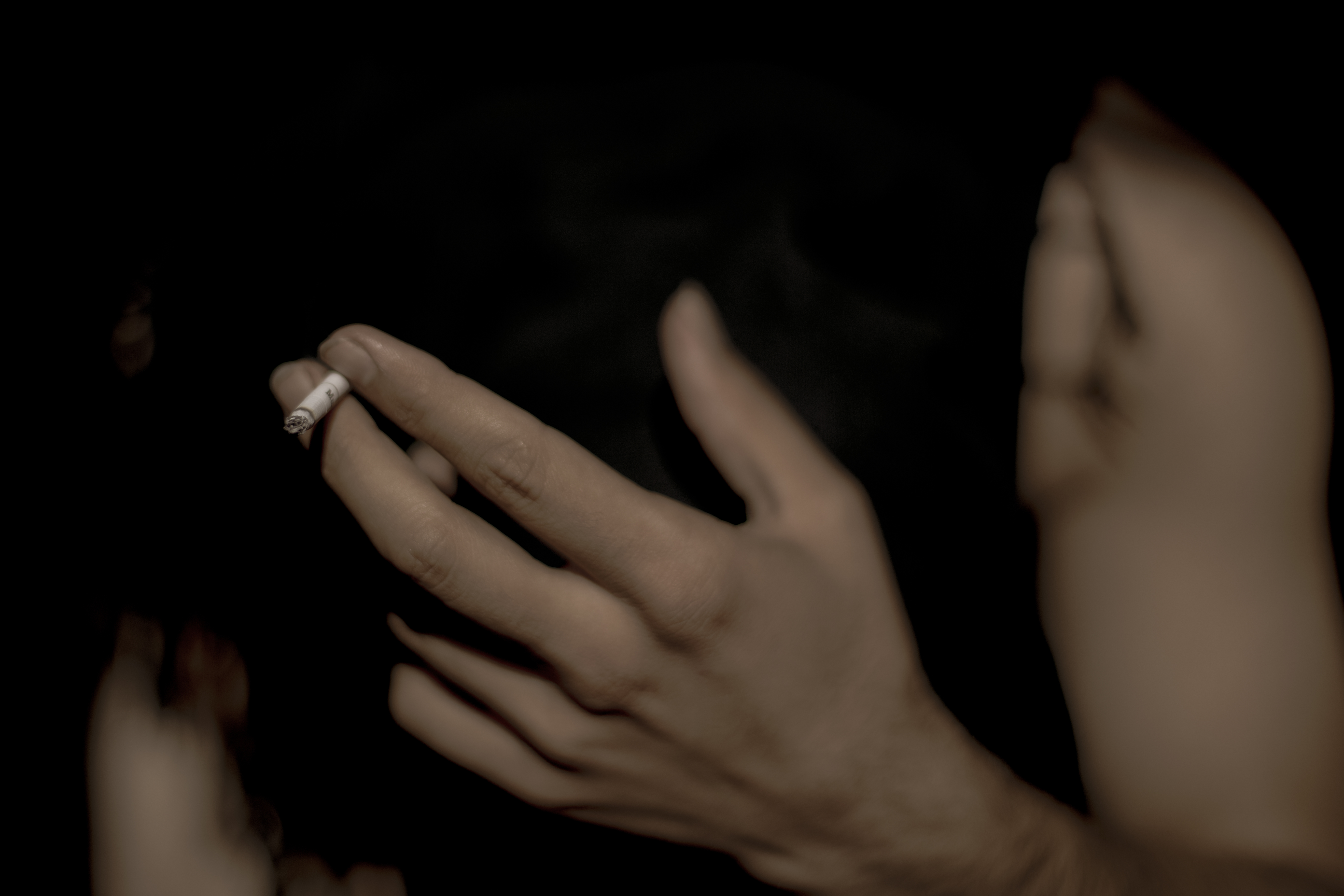
ترک سیگار به معنای توقف کشیدن مداوم تنباکو است.

ترک سیگار عبارت است از روند قطع مصرف دائم تنباکو. نیکوتین موجود در دخانیات باعث اعتیاد می‌شود. خلاصی از نیکوتین این روند را بسیار طولانی و سخت می‌نماید. تدخین (استعمال تنباکو) مهم‌ترین عامل قابل بازدارندگی از مرگ در جهان است. ترک تنباکو احتمال مرگ و میر ناشی از امراض تدخین چون بیماری سرخرگ کرونری و سرطان ریه را کاهش می‌دهد. به علت رابطهٔ آن با بسیاری از امراض مزمن، تدخین در بسیاری از مناطق عمومی قدغن است.
راهبردهایی متعدد برای ترک سیگار موجودند، از جمله بوقلمون سرد، مشاوره رفتاری و داروهایی مانند بوپروپیون، سایتیزین، درمان بدل نیکوتین یا وارنیکلین. بسیاری از سیگاری‌هایی که تصمیم به ترک سیگار می‌گیرند، بدون کمک اقدام می‌کنند؛ هرچند فقط سه تا شش درصد از آنان موفق به ترک طولانی مدت سیگار می‌شوند. مشاوره رفتاری و داروها احتمال ترک دائم سیگار را زیاد می‌کنند. یک تحلیل برون داده از سال ۲۰۱۸ که روی ۶۱ مورد آزمایش تصادفی کنترل‌شده انجام شد، نشان داد که یک سال بعد از ترک سیگار توسط داروها و اندکی کمک مشاوره رفتاری، فقط بیست درصد داوطلبان موفق به ترک سیگار شده‌اند، در مقایسه با دوازده درصدی که داروها را مصرف نکرده‌اند.
به علت اعتیادآور بودن نیکوتین، ترک سیگار باعث علائمی می‌شود از جمله: وسوسه به نیکوتین، اضطراب، بیتابی، افسردگی و چاقی. روش‌های تخصصی حمایت ترک سیگار معمولاً روی علائم ترک سیگار کار می‌کنند تا به داوطلب کمک کنند تا از اعتیاد به نیکوتین رهایی یابد.
به همین خاطر روشهایی برای ترک سیگار به صورت تدریجی وجود دارد تا این نشانه‌ها کاهش پیدا کنند. یک روش کاهش تدریجی مصرف سیگار تا قطع دائمی، استفاده از برنامه زمانبندی ۳۳۸ است.

## از روش‌های ترک سیگار
1. در هر بار مصرف مقداری از توتون سیگار را کنده و دور بیندازید، این کار را تا یک چهارم سیگار انجام دهید.
2. از آدامس‌های نیکوتن دار موجود در داروخانه‌ها استفاده کنید.
3. ورزش هوازی داشته باشید.